# Space/Time – Redemption
Space/Time – Redemption (deutsch Raum / Zeit – Erlösung) ist ein Jazzalbum von Milford Graves und Bill Laswell. Die im September und Oktober 2013 in den Orange Music Sound Studios in West Orange, New Jersey entstandenen Aufnahmen erschienen am 18. November 2014 auf TUM Records. Es war das letzte Album des Schlagzeugers und Perkussionisten unter eigenem Namen; Graves starb im Februar 2021 im Alter von 79 Jahren.

## Hintergrund
Space/Time – Redemption ist eine Duettaufnahme des Free-Jazz-Schlagzeugers Milford Graves und des Bassisten und Produzenten Bill Laswell; letzterer verwendete dabei eine Vielzahl von Effektgeräten. Auf den fünf erweiterten Improvisationen von Space / Time – Redemption kreieren Graves und Laswell, die in den Jahren zuvor gelegentlich als Duo im The Stone und anderen New Yorker Veranstaltungsorten live aufgetreten sind, gemeinsam eine eigene Klangwelt. Das Album wurde von Bill Laswell produziert und die Aufnahme fand in seinen Studios in West Orange, New Jersey, statt. Ihre Zusammenarbeit ist auch in der nur digital vorliegenden Veröffentlichung The Stone (M.O.D. Communications, 2014) dokumentiert.

## Titelliste
- Milford Graves & Bill Laswell: Space/Time • Redemption (TUM Records TUM CD 040)[3]

1. Eternal Signs 9:03
2. Sonny Sharrock 10:04
3. Another Space 17:28
4. Autopossession 9:08
5. Another Time 15:33

Alle Kompositionen stammen von Milford Graves und Bill Laswell.

## Rezeption
Thom Jurek verlieh dem Album in Allmusic viereinhalb Sterne und fand das Duoalbum auf vielen Ebenen bemerkenswert. Man solle über Laswells Fähigkeiten als Produzent und Konzeptualist nicht seine Talente als Instrumentalist übersehen. Er zeige hier seine beträchtlichen Fähigkeiten als intuitiver, intensiv zuhörender Improvisator. Zusammengenommen zeigten Laswell und Graves eine inhärente und tiefgreifende Sensibilität in ihrer Herangehensweise an die Materie. Das Album sei ein willkommenes Engagement von zwei Spielern, die auf einer tiefen und komplizierten Ebene kommunizieren, dabei intensiv zuhören und gleichzeitig voll hinein gehen.
Nach Ansicht von Dave Wayne, der das Album in All About Jazz rezensierte, sind Grawes und Laswell zwar ein unwahrscheinliches, aber irgendwie auch das perfekte Duo, das auf Space/Time – Redemption allerlei musikalisches Feuer erzeuge. Hier gebe es viel an dieser magischen, spontanen Energie der spontanen Improvisation. Überraschenderweise ziehe sich auch ein spürbarer Faden der Zärtlichkeit durch die Musik des Duos. Bereits der erste Track, „Eternal Signs“, sei ein willkommenes Zeichen dafür, dass Space/Time: Redemption einfach keine weitere freie Improvisations-Jam-Session ist. Während des gesamten Albums warte Laswell mit einer Reihe überraschend sanfter Melodielinien auf, die wie Rauchschwaden eines versteckten Weihrauchbrenners in die kollektive Aktion hinein- und aus ihr herauswehten.

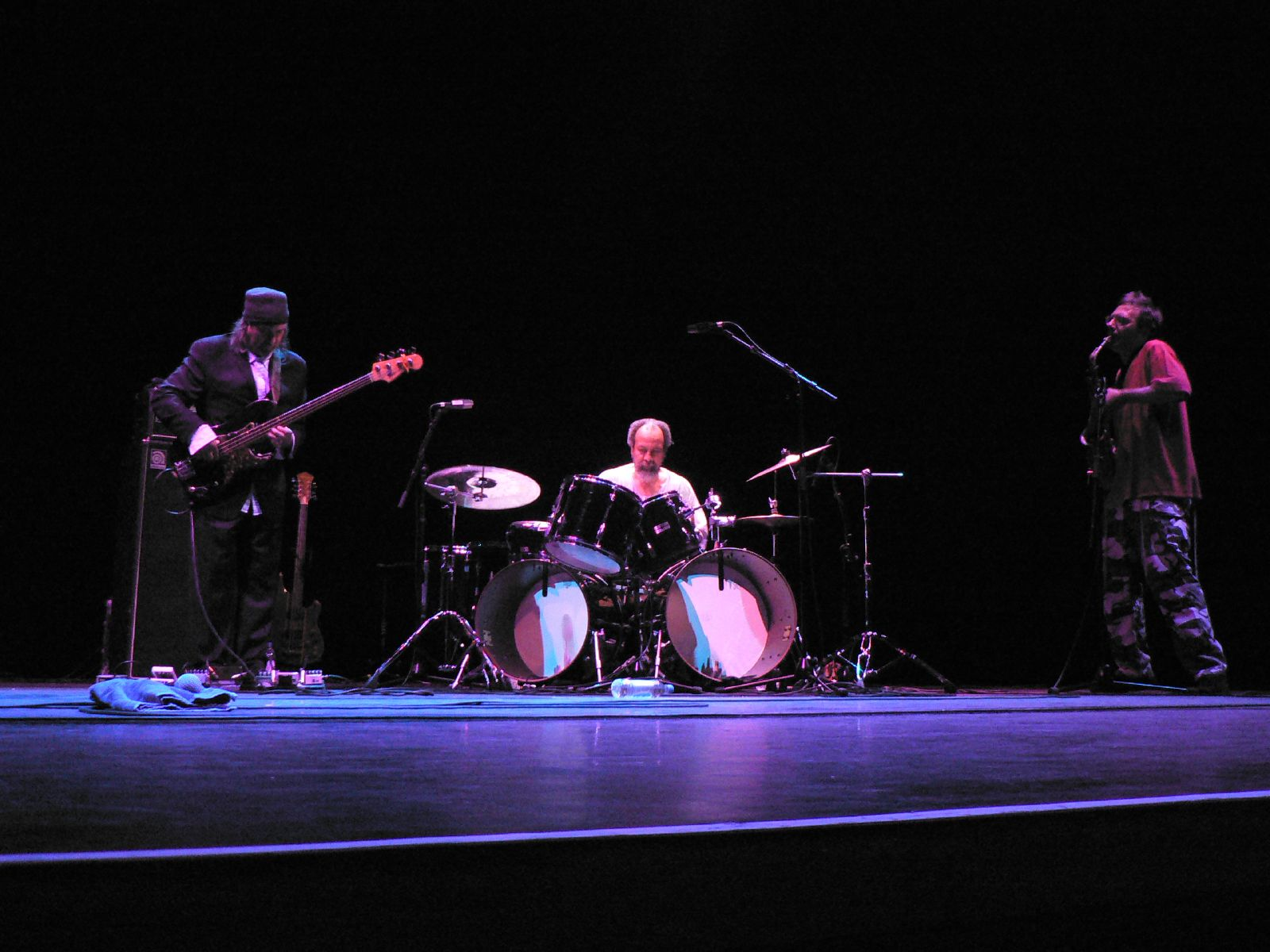
Milford Graves (Mitte) mit Bill Laswell (links) und John Zorn (rechts), London 2006 (Tribute to Derek Bailey)

Ebenfalls in All About Jazz schrieb Budd Kopman, Musik solle erlebt und nicht nur gehört werden. Seine Kraft liege in seinem emotionalen Inhalt, der uns durch Rhythmus, Melodie und Harmonie vermittelt wird. Diejenigen Musiker, die diese Energie nutzen können, sind diejenigen, die das Publikum bewegen und sogar das Leben verändern. Der Meister-Schlagzeuger/Perkussionist Milford Graves und der Bassist und elektronische Zauberer Bill Laswell seien zwei solcher Musiker. Ihr gemeinsames Album sei „ein außergewöhnliches Beispiel dafür, wie etwas mit solcher Kraft aus dem Äther hervorgebracht wird.“ Graves treibe die Musik an, spiele Schlagzeug als Instrument und „hält nicht die Zeit“ im normalen Sinne. Der Atour zitiert in diesem Zusammenhang Bill Laswell, der sagte: „Das Verstehen des einzigartigen rhythmischen Schubes und der gebrochenen Klangmuster der Stammesmatrix von Milford Graves ist wie der Versuch, Regentropfen zu synchronisieren. Die Zeit ist verstrichen, beschleunigt und schließlich gelöscht. Die Zeit endet.“
Laswells Sound biete einen riesigen Raum, der Graves umgibt und es ihm ermögliche, sich nach Belieben zu bewegen, schrieb Kopman weiter. Ein wesentlicher Teil dieser Musik sei durch die Tatsache bedingt, dass alle Graves-Trommeln unterschiedliche Tonhöhen haben. Dazu gehöre die Bassdrum, die einen tiefen, dicken und fühlbaren Boden biete, der alles darüber unterstütze. Jedes improvisierte Stück habe seinen eigenen Fluss. Graves’ Spiel sei sehr komplex in der Verwendung ständig wechselnder Polyrhythmen, aber auch überraschend einfach und direkt in seiner emotionalen Botschaft. Laswell liefer zuweilen lange, fließende Linien, die tonal an der Bassdrum verankert sind, und zu anderen Zeiten liefere er gegenrhythmische Klänge, zu denen, die Graves spiele.
John Garratt schrieb in Pop Matters, wenn man Space/Time – Redemption als Album mit Schlagzeug und Bass beschreiben, erhalte man nur einen Bruchteil des Bildes. Es sei eine außergewöhnliche Kreatur mit einem Nervensystem und einem Puls, die unter den wahrgenommenen Einschränkungen der beteiligten Instrumente gäre. Etwas mehr als die Hälfte der Laufzeit gehört zu zwei Tracks – „Another Space“ und „Another Time“ –, merkt der Autor an. „Dies sind die beiden Tracks, auf denen Milford und Laswell alles aufgeben, was sie haben, während sie ihren Ideen erlauben, sich auszudehnen und noch mehr zu entfalten. Es ist besonders beeindruckend, dass Laswell in der Lage ist, seine Sounds in und um ein unglaublich komplexes Schlagzeug von Graves zu platzieren, der in dieser Veröffentlichung (oder wahrscheinlich auch nie) den einfachen Ausweg aus irgendetwas findet.“